# Pernik (tỉnh)
Tỉnh Pernik là một tỉnh ở phía tây Bulgaria, giáp vùng Nam và Đông Serbia của Serbia. Thành phố chính của tỉnh này là Pernik, các đô thị khác là Breznik, Kovachevtsi, Radomir, Tran, và Zemen.
Công nghiệp là ngành kinh tế quan trọng của tỉnh này. Pernik là một trung tâm chế tạo lớn, là một trong những trung tâm lớn nhất Bulgaria với các ngành thép, thiết bị máy móc công nghiệp nặng, vật liệu xây dựng, dệt.